# رونجي بويناف
رونجي بويناف مواليد 27 مايو 1983 في كيزون، هو لاعب كرة سلة فلبيني. بدأ مسيرته الاحترافية في سنة 2007. يلعب في الرابطة الفلبينية لكرة السلة. يحمل الرقم 8.

## المسيرة الاحترافية
لعب مع باوريد تايغرز من سنة 2007 إلى 2009، ثم لعب مع باراكو بول إنرجي من سنة 2009 إلى 2011، ثم لعب مع ميرالكو بولتز في موسم 2012–2013، ثم لعب مع باراكو بول إنرجي في موسم 2013–2014، ثم لعب مع ميرالكو بولتز في موسم 2015–2016.